# August Ackermann
August Ackermann (* 2. Juni 1883 in Wolfwil; † 18. Februar 1968 in Freiburg; heimatberechtigt in Wolfwil) war ein katholischer Schweizer Pfarrer und Publizist.

## Leben
August Ackermann wurde am 2. Juni 1883 als Sohn des Hafners Urs Jakob Ackermann und der Karolina, geborene Kissling, in Wolfwil geboren. Er belegte ab 1904 ein Theologiestudium in Innsbruck, im Anschluss nahm er 1907 am Weihekurs in Solothurn teil. Im Jahr 1908 empfing Ackermann die Priesterweihe.
Ackermann, der zuerst als Vikar in Grenchen tätig war, wurde 1909 als Pfarrer in Welschenrohr eingesetzt, wirkte 1912 in Jaun sowie 1913 in Basel wiederum als Vikar, und wurde schliesslich 1920 in Obergösgen sowie 1926 in Sissach als Pfarrer eingeführt. Im Jahre 1931 erhielt Ackermann eine Anstellung als Katechet am Kloster Fischingen. Von 1934 bis 1935 hielt er sich im Zuge eines Studienaufenthaltes in Rom auf. Ab 1939 lebte er in Freiburg, wo er seit 1940 im Salesianum wohnte.
August Ackermann starb am 18. Februar 1968 im 85. Lebensjahr in Freiburg. Sein Nachlass befindet sich in der Kantons- und Universitätsbibliothek Freiburg.

## Wirken
Der christlichsozial und jungklerikal eingestellte Ackermann löste durch seine integralistische Art der Seelsorge und seine diesbezüglichen politischen Äusserungen wiederholt publizitätsträchtige Konflikte aus. So wurde er 1912 durch den Solothurner Kantonsrat als Pfarrer von Welschenrohr abberufen, 1926 nach einer Volksabwahl seines Amtes als Pfarrer in Obergösgen enthoben und 1931 aus seinem kirchlichen Dienst in Sissach entlassen. Danach verfasste er als Publizist zahlreiche religiöse Kleinschriften.